# Кревалкоре
Кревалкоре (итал. Crevalcore) је насеље у Италији у округу Болоња, региону Емилија-Ромања.
Према процени из 2011. у насељу је живело 9017 становника. Насеље се налази на надморској висини од 20 м.

## Становништво
| 1951.  | 1961.  | 1971.  | 1981.  | 1991.  | 2001.  | 2011.  |
| ------ | ------ | ------ | ------ | ------ | ------ | ------ |
| 14.346 | 13.191 | 12.025 | 11.783 | 11.511 | 11.894 | 13.527 |